# Classe Tribal (cacciatorpediniere 1936)
La classe Tribal è stata una classe di cacciatorpediniere britannici costruiti per la Royal Navy e varati a partire dal 1937, che prestarono servizio nella seconda guerra mondiale anche nelle marine militari di Canada e Australia.

## Progetto
Le unità di questa classe, con nomi presi da tribù, e quindi, per una volta almeno, non inizianti rigorosamente per la stessa lettera della capoclasse, erano state volute per cercare di arrestare la decadenza progettuale delle navi inglesi della categoria, ma esse avevano un prezzo elevato.
Esse avevano un alto bordo libero, con un castello di prua molto alto, con il torrione di comando senza vetratura e di ampie dimensioni; al suo interno vi era un locale chiuso solo per il locale timoneria, mentre la plancia, nonostante gli impieghi oceanici, era sopra, a cielo scoperto, soluzione d'altra parte preferita dai comandanti inglesi che volevano la migliore visibilità in azione. Dietro la timoneria vi era invece il locale per l'ecogoniometro, che costituiva la dotazione standard della nave, sotto la parte anteriore della chiglia. La centrale di tiro delle artiglierie, chiusa, era situata sopra il torrione, mentre per il controllo del tiro contraereo era presente un'altra centralina, a cielo aperto.
L'apparato propulsivo era dato da 2 gruppi di turbine a ingranaggi, con 2 assi, 2 fumaioli e 44000 hp.
Soprattutto, esse erano concepite per competere, specie in armamento, con i cacciatorpediniere esteri, soprattutto quelli classe Fubuki, in quanto, data l'insistenza su navi da 1500 tonnellate delle varie flottiglie classe A-I, la progettazione delle navi della categoria era scesa, negli anni, da una situazione di indiscutibile eccellenza, ancora ai tempi della classe 'A', ad una di innegabile obsolescenza ('I').

### Armamenti
La loro struttura consentiva ai Tribal di avere ben 8 cannoni da 120 in impianti binati, un unicum tra i cacciatorpediniere britannici, e solo la decisione in extremis di ospitare un impianto quadruplo pom-pom di mitragliere Vickers da 40/39 mm impedì l'installazione di un quinto impianto binato. Le torri erano sovrapposte sia a prua che a poppa, aperte, e dotate di schermi paramare per le torri superiori.
I siluri erano solo 4, in un lanciatore quadruplo. Così i Tribal avevano il doppio delle artiglierie ma la metà dei siluri delle classi di cacciatorpediniere fino ad allora costruiti.
L'armamento antiaereo invece era poco potente, con le artiglierie principali elevabili solo a 40 gradi, anche se capaci di 10 colpi al minuto fino a 15 km di raggio, e di eseguire un tiro antiaereo almeno di sbarramento, con una capacità totale di 80 colpi al minuto.

## Unità
Vennero costruite in totale 27 unità di questa classe:

### Royal Navy
| Nome     | Pennant number | Costruttori                                         | Impostazione      | Varo              | Entrata in servizio | Fine |
| -------- | -------------- | --------------------------------------------------- | ----------------- | ----------------- | ------------------- | --- |
| Afridi   | F07            | Vickers Armstrongs, Walker                          | 9 giugno 1936     | 8 giugno 1937     | 3 maggio 1938       | Affondata il 3 maggio 1940 da un attacco aereo al largo di Namsos, Norvegia                                                                                       |
| Ashanti  | F51 poi G51    | William Denny & Brothers, Dumbarton                 | 23 novembre 1936  | 5 novembre 1937   | 21 dicembre 1938    | Venduta per essere demolita il 12 aprile 1949 |
| Bedouin  | F67 poi G67    | Denny                                               | 10 gennaio 1937   | 21 dicembre 1937  | 15 marzo 1939       | Affondata il 15 giugno 1942 in un attacco aereo dopo essere stata danneggiata dagli incrociatori italiani Montecuccoli and Eugenio di Savoia a sud di Pantelleria |
| Cossack  | F03 poi G03    | Vickers Armstrongs                                  | 9 giugno 1936     | 8 giugno 1937     | 7 giugno 1938       | Affondata il 24 ottobre 1941 silurata dall'U-563 ad ovest di Gibilterra                                                                                           |
| Eskimo   | F75 poi G75    | Vickers Armstrongs                                  | 5 agosto 1936     | 3 settembre 1937  | 30 dicembre 1938    | Venduta per essere demolita il 27 giugno 1949 |
| Gurkha   | F20            | Fairfield Shipbuilding & Engineering Company, Govan | 6 luglio 1936     | 7 luglio 1937     | 21 ottobre 1938     | Affondata il 9 aprile 1940, in un attacco aereo al largo di Stavanger, Norvegia                                                                                   |
| Maori    | F24 poi G24    | Fairfield                                           | 6 luglio 1936     | 2 settembre 1937  | 2 gennaio 1939      | Affondata il 12 febbraio 1942 in un attacco aereo a La Valletta, Malta                                                                                            |
| Mashona  | F59 poi G59    | Vickers Armstrongs                                  | 5 agosto 1936     | 3 settembre 1937  | 28 marzo 1939       | Affondato il 28 maggio 1941 in un attacco aereo durante la caccia alla Bismarck                                                                                   |
| Matabele | F26 poi G26    | Scotts Shipbuilding & Engineering Company, Greenock | 1º ottobre 1936   | 6 ottobre 1937    | 25 gennaio 1939     | Affondata il 17 gennaio 1942 dopo essere stato silurato dall'U-454 nel Mare di Barents                                                                            |
| Mohawk   | F31 poi G31    | John I. Thornycroft & Company, Woolston             | 16 luglio 1936    | 15 ottobre 1937   | 7 settembre 1938    | Affondato il 16 aprile 1941 dopo essere stata silurata dal cacciatorpediniere Tarigo                                                                              |
| Nubian   | F36 poi G36    | Thornycroft                                         | 10 agosto 1936    | 21 dicembre 1937  | 6 dicembre 1938     | Venduto per essere demolita l'11 giugno 1949 |
| Punjabi  | F21 poi G21    | Scotts                                              | 1º ottobre 1936   | 18 dicembre 1937  | 29 marzo 1939       | Affondato il 1º maggio 1942 dopo una collisione con la King George V                                                                                              |
| Sikh     | F82 poi G82    | Alexander Stephen & Sons, Linthouse                 | 24 settembre 1936 | 17 dicembre 1937  | 12 ottobre 1938     | Affondata il 14 settembre 1942 da batterie costiere al largo di Tobruk                                                                                            |
| Somali   | F33 poi G33    | Swan Hunter & Wigham Richardson, Wallsend           | 26 agosto 1936    | 24 agosto 1937    | 12 dicembre 1938    | Affondato il 20 settembre 1942 dopo essere stato silurato dall'U-703 nell'Artico                                                                                  |
| Tartar   | F43 poi G43    | Swan Hunter                                         | 26 agosto 1936    | 21 ottobre 1937   | 10 marzo 1939       | Venduto per essere demolito il 6 gennaio 1948 |
| Zulu     | F82 poi G82    | Stephen                                             | 10 agosto 1936    | 23 settembre 1937 | 7 settembre 1938    | Affondata il 14 settembre 1942 in un attacco aereo al largo di Tobruk                                                                                             |

### Royal Australian Navy
| Nome               | Pennant number | Costruttori               | Impostazione     | Varo             | Entrata in servizio | Fine                                                                      |
| ------------------ | -------------- | ------------------------- | ---------------- | ---------------- | ------------------- | ------------------------------------------------------------------------- |
| Arunta             | I30            | Cockatoo Dockyard, Sydney | 15 novembre 1939 | 30 novembre 1940 | 30 aprile 1942      | Venduta per essere demolita nel 1969, affondata durante il trasferimento. |
| Warramunga         | I44            | Cockatoo                  | 10 febbraio 1940 | 2 febbraio 1942  | 23 novembre 1942    | Venduta per essere demolita nel 1963                                      |
| Bataan (ex-Kurnai) | I91            | Cockatoo                  | 18 febbraio 1942 | 15 gennaio 1944  | 25 maggio 1945      | Venduta per essere demolita nel 1958                                      |

### Royal Canadian Navy
| Nome            | Pennant number | Costruttori                | Impostazione      | Varo              | Entrata in servizio | Fine                                                                                            |
| --------------- | -------------- | -------------------------- | ----------------- | ----------------- | ------------------- | ----------------------------------------------------------------------------------------------- |
| Athabaskan (i)  | G07            | Vickers Armstrongs         | 31 ottobre 1940   | 18 novembre 1941  | 3 febbraio 1943     | Affondata il 29 aprile 1944 da un siluro della torpediniera tedesca T.24 a nord dell'Ile de Bas |
| Athabaskan (ii) | R79            | Halifax Shipyards, Halifax | 15 maggio 1944    | 4 maggio 1945     | 12 gennaio 1947     | Venduta per essere demolita nel 1969                                                            |
| Huron           | G24            | Vickers Armstrongs         | 15 luglio 1941    | 25 giugno 1942    | 28 luglio 1943      | Venduta per essere demolita nel 1965                                                            |
| Haida           | G63            | Vickers Armstrongs         | 29 settembre 1941 | 25 agosto 1942    | 18 settembre 1943   | Conservata come nave museo a Hamilton dal 1964                                                  |
| Iroquois        | G89            | Vickers Armstrongs         | 19 settembre 1940 | 23 settembre 1941 | 10 dicembre 1942    | Venduta per essere demolita nel 1966                                                            |
| Micmac          | R10            | Halifax Shipyards          | 20 maggio 1942    | 18 settembre 1943 | 14 settembre 1945   | Venduta per essere demolita nel 1964                                                            |
| Nootka          | R96            | Halifax Shipyards          | 20 maggio 1942    | 26 aprile 1944    | 9 agosto 1946       | Venduta per essere demolita nel 1964                                                            |
| Cayuga          | R04            | Halifax Shipyards          | 7 ottobre 1943    | 28 luglio 1945    | 20 ottobre 1947     | Venduta per essere demolita nel 1964                                                            |

## Servizio
Questi vascelli ebbero un grande successo e prestigio, con una grande importanza del loro ruolo nella RN. Nonostante il costo, altre marine del Commonwealth adottarono questo modello: 8 vennero realizzate per la Marina canadese e 3 per quella australiana.
Entro la fine del 1942 queste navi avevano operato dappertutto, e su 16 varate per la Royal Navy, ben 12 vennero affondate.
L'Eskimo nel 1940 entrò nelle acque costiere norvegesi e inseguì la nave tedesca Altmark, traendo a salvataggio moltissimi prigionieri inglesi. Altri, oltre a questo, combatterono con successo nella campagna di Norvegia, inclusa la seconda battaglia navale di Narvik, sebbene una di queste, l'Afridi, affondò per un attacco aereo tedesco prima di entrare in azione.
Due unità, la Sikh e la Zulu, vennero affondate nel tentato e sanguinoso colpo di mano delle forze speciali inglesi a Tobruch, una, il Punjabi, andò a fondo dopo una collisione accidentale con la corazzata King George V, danneggiandola con l'esplosione delle proprie cariche di profondità.